# Wolfgang Cezanne
Wolfgang Cezanne (* 22. September 1943 in Erbach (Odenwald)) ist ein deutscher Wirtschaftswissenschaftler.

## Leben
Wolfgang Cezanne studierte von 1963 bis 1969 Volkswirtschaftslehre an den Universitäten Frankfurt und Saarbrücken. Das Studium schloss er als Diplom-Volkswirt mit dem Thema Die Bedeutung des 3. Grundes in Böhm-Bawerks Zinstheorie – Analyse einer Kontroverse zwischen I. Fischer und Böhm-Bawerk ab und arbeitete bis 1973 als Wissenschaftlicher Mitarbeiter an der Universität Saarbrücken. In dieser Zeit promovierte er zu dem Thema Gleichgewichtstheorien und Wechselkurse zum Dr. rer. pol. und erhielt für seine Dissertation den Fakultäts-Preis. 1973 bis 1975 war er Mitglied des Leitungsgremiums der EG-Sachverständigengruppe zur Europäischen Währungsunion im Zentrum für interdisziplinäre Forschung an der Universität Bielefeld. 1976/77 wechselte er in die Privatwirtschaft und war bei der WestLB Research Geld und Kredit (Westdeutsche Landesbank Düsseldorf/Münster) angestellt. Schon 1978 verließ diesen Posten wieder, da er zum Professor für Volkswirtschaftslehre an die TU Berlin berufen wurde und blieb dort bis 1994. 1995 wurde er schließlich, ebenfalls als Professor für Volkswirtschaftslehre, an die Brandenburgische Technische Universität Cottbus  berufen und blieb dort bis zu seiner Emeritierung 2008. Von 1996 bis 2001 war er dort Vizepräsident und Prorektor für Lehre, Studium und Studienreform.
Aktuell ist er Vorstandsmitglied im Bundesverband Deutscher Verwaltungs- und Wirtschaftsakademien und Vorstandsmitglied der LIST-Gesellschaft.
Cezanne war Mitunterzeichner des eurokritischen Manifests Die währungspolitischen Beschlüsse von Maastricht: Eine Gefahr für Europa (1992).
Cezanne ist verheiratet und hat zwei Kinder.

## Schriften (Auswahl)
- Gleichgewichtstheorien und Wechselkurse (= Schriften zur wirtschaftswissenschaftlichen Forschung. Bd. 62). Hain, Meisenheim am Glan 1974, ISBN 3-445-01067-6 (Zugleich: Saarbrücken, Universität, Dissertation, 1972).
- mit Hans Möller: Die Europäische Union als Währungsunion? (= Möglichkeiten und Grenzen einer Europäischen Union. 5). Nomos-Verlagsgesellschaft, Baden-Baden 1979, ISBN 3-7890-0461-8.
- Grundzüge der Makroökonomik. Oldenbourg, München u. a. 1982, ISBN 3-486-24901-0 (zahlreiche Auflagen).
- mit Jürgen Franke: Volkswirtschaftslehre. Eine Einführung. Oldenbourg, München u. a. 1983, ISBN 3-486-27461-9 (zahlreiche Auflagen).
- Allgemeine Volkswirtschaftslehre. Oldenbourg, München u. a. 1993, ISBN 3-486-21605-8 (zahlreiche Auflagen).

Beteiligt an:
- Hans-Eckart Scharrer, Wolfgang Wessels (Hrsg.) Das europäische Währungssystem. Bilanz und Perspektiven eines Experiments (= Europäische Schriften des Instituts für Europäische Politik. Bd. 60). Europa-Union-Verlag, Bonn 1983, ISBN 3-7713-0195-5.